# نقاشی صحنه‌های خودمانی

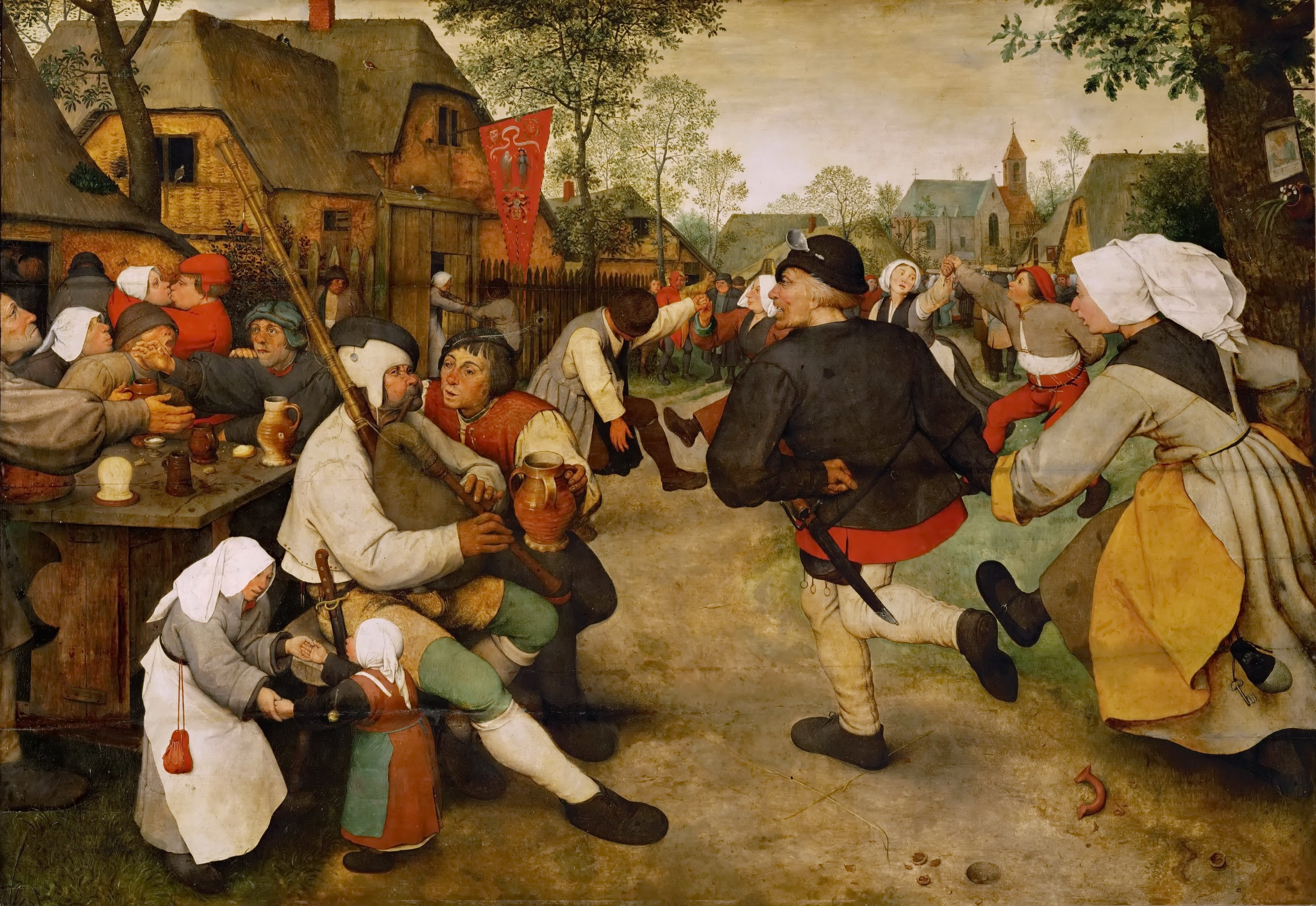
رقص خرده دهقانان، رنگ روغن بر روی چوب اثر پیتر بروگل به سال ۱۵۶۸

نقاشی صحنه‌های خودمانی (انگلیسی: Genre painting) که گاهی با عناوین دیگر از جمله نقاشی سَبْکْ، نقاشی صحنه یا سَبکِ خُرده هم نامیده می‌شود؛ عنوان نقاشی‌هایی با درونمایهٔ جنبه‌های زندگی روزمره با کمک به تصویر کشیدن زندگیِ روزمرهٔ مردم عادی و درگیر در فعالیت‌های مشترک است. یک تعریف کلی و مشترک از نقاشی صحنه‌های خودمانی وجود دارد که فارغ از آمار و ارقام بیانگر وقایع اتفاقی عادی فردی یا اجتماعی است به تعبیر کلی دیگر این سبک از نقاشی یک نقاشی واقع‌نما و توصیفی از صحنه‌های عادی زندگی روزمره است.

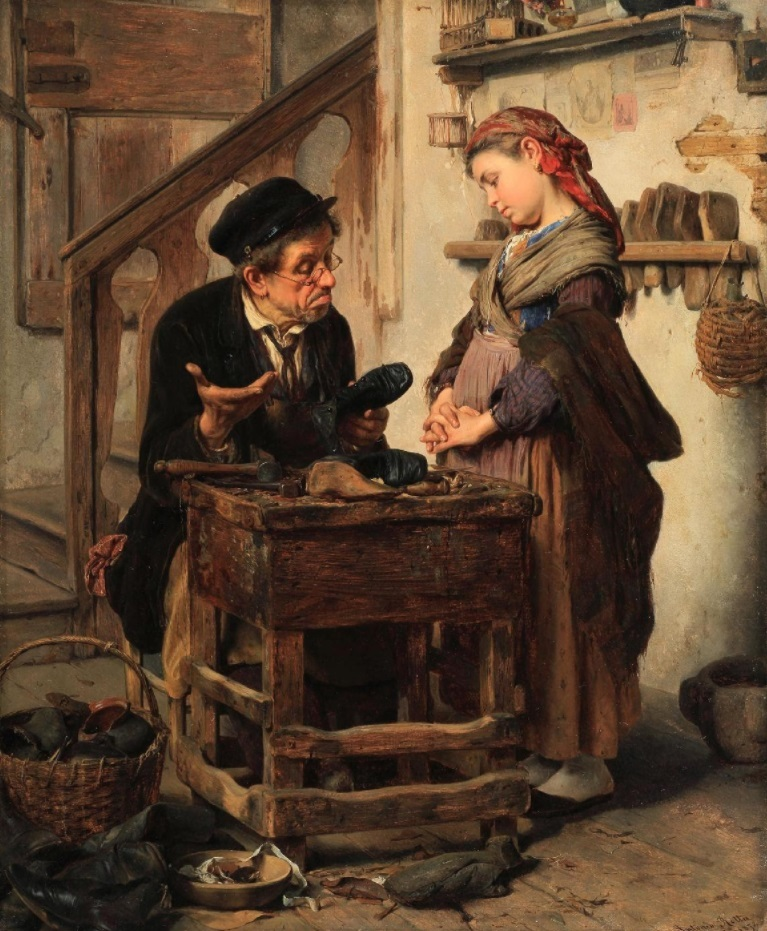
Antonio Rotta, Il caso senza speranza, 1871

## نگارخانه

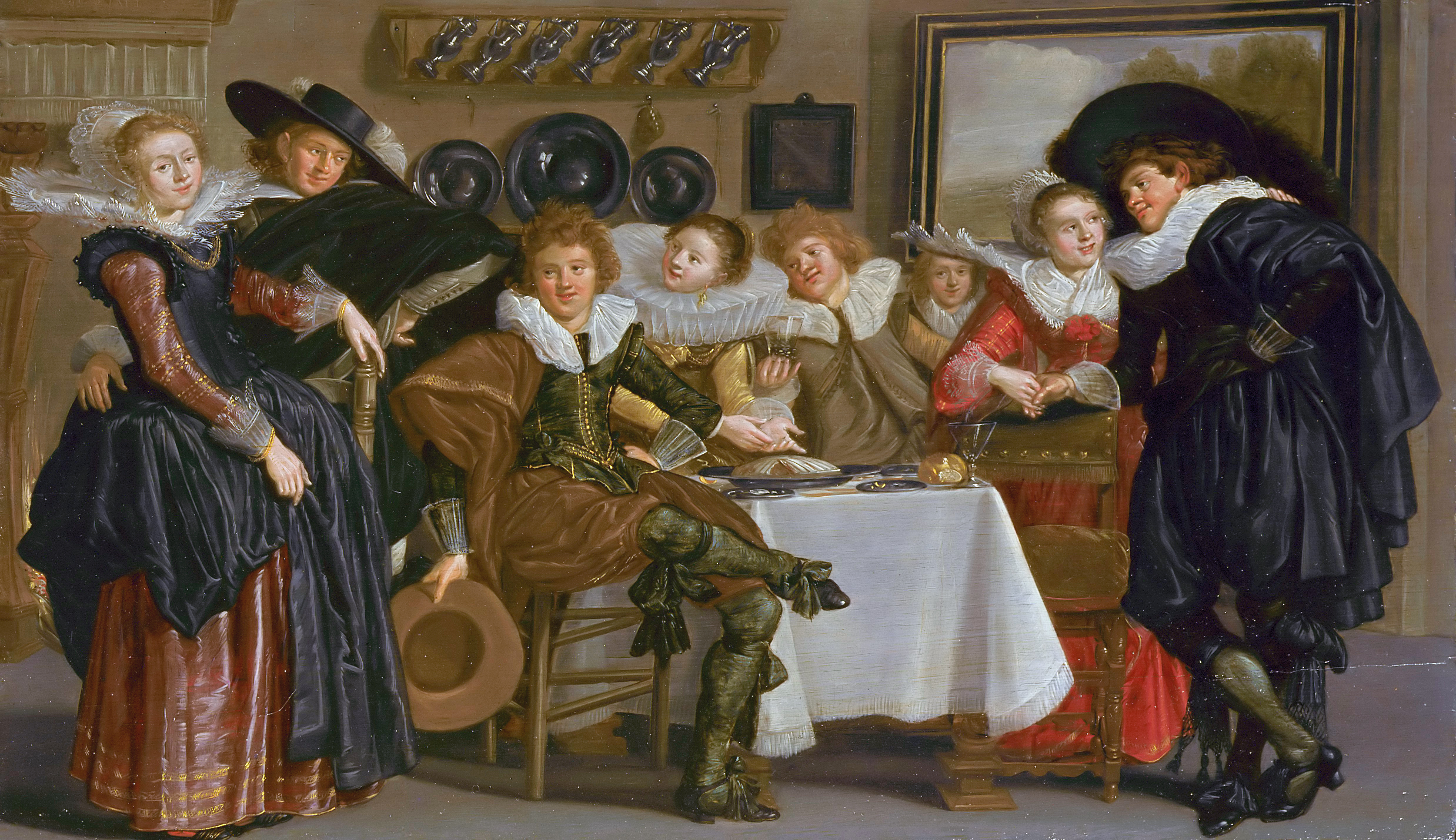
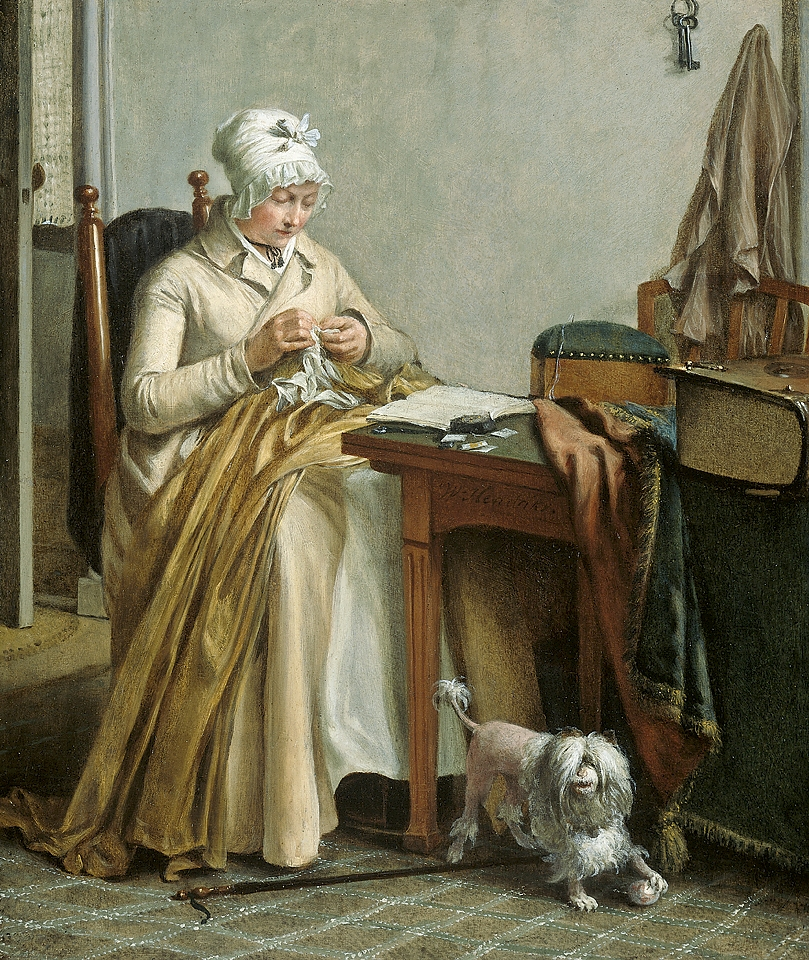
شکارچی‌ها در حین استراحت
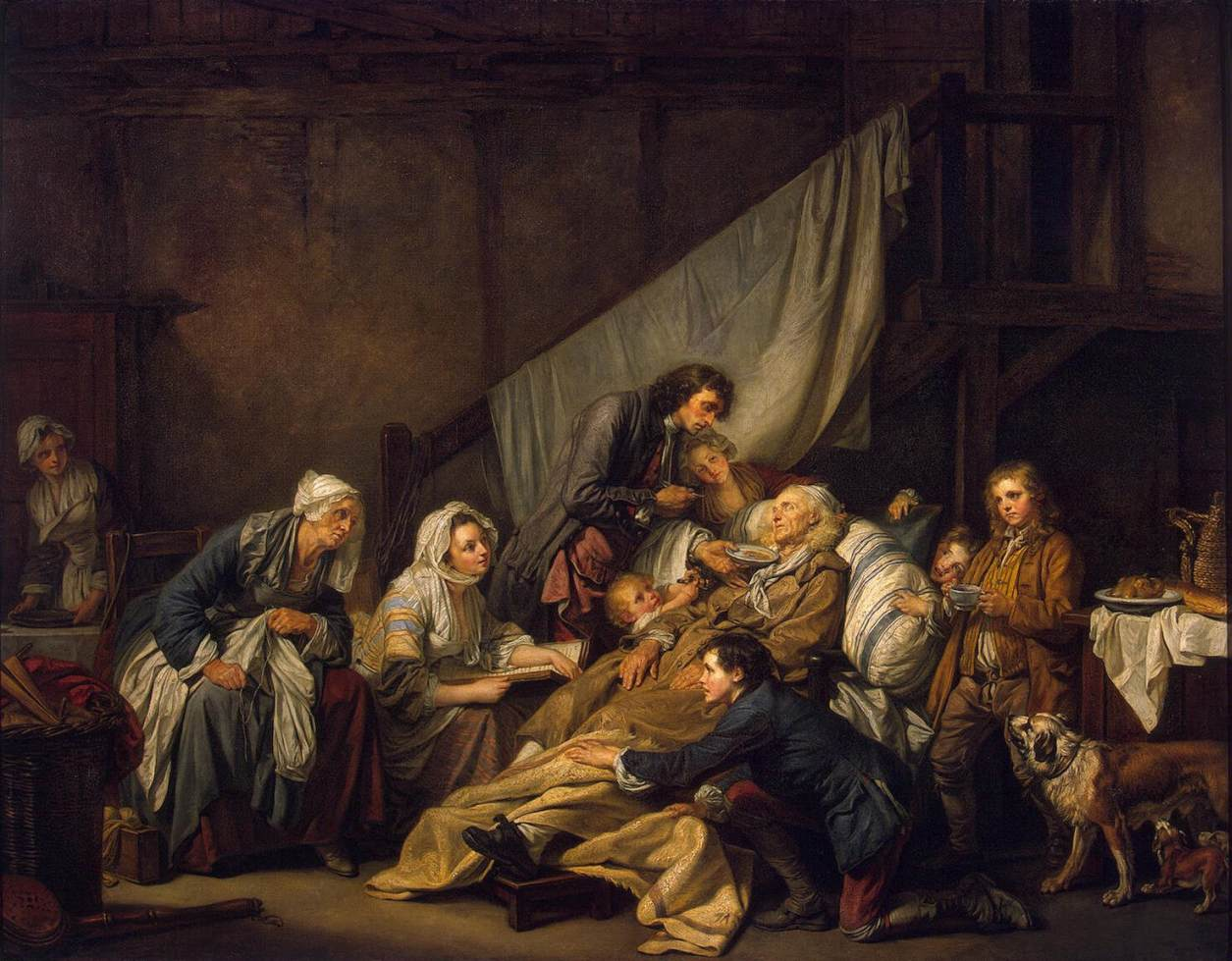
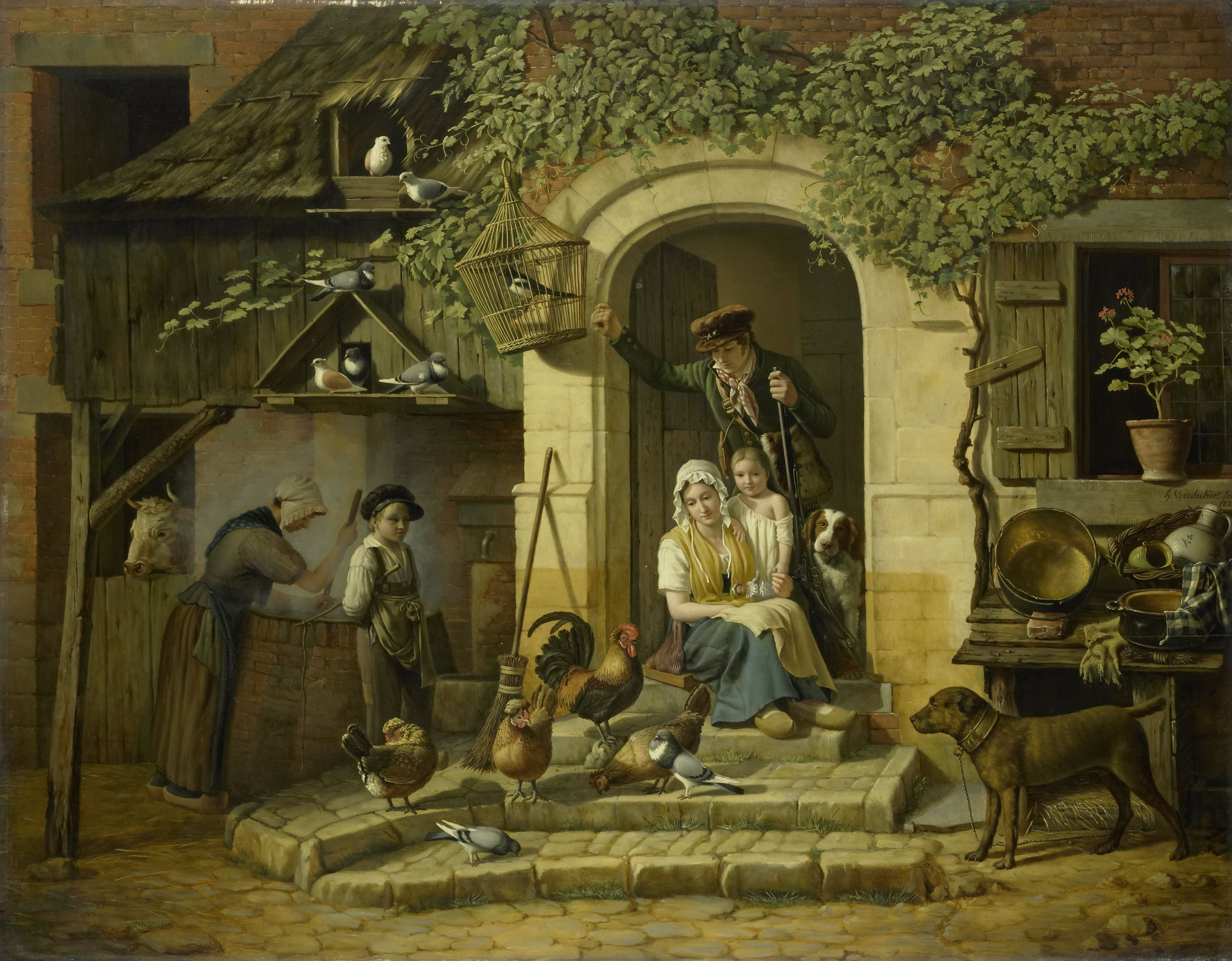
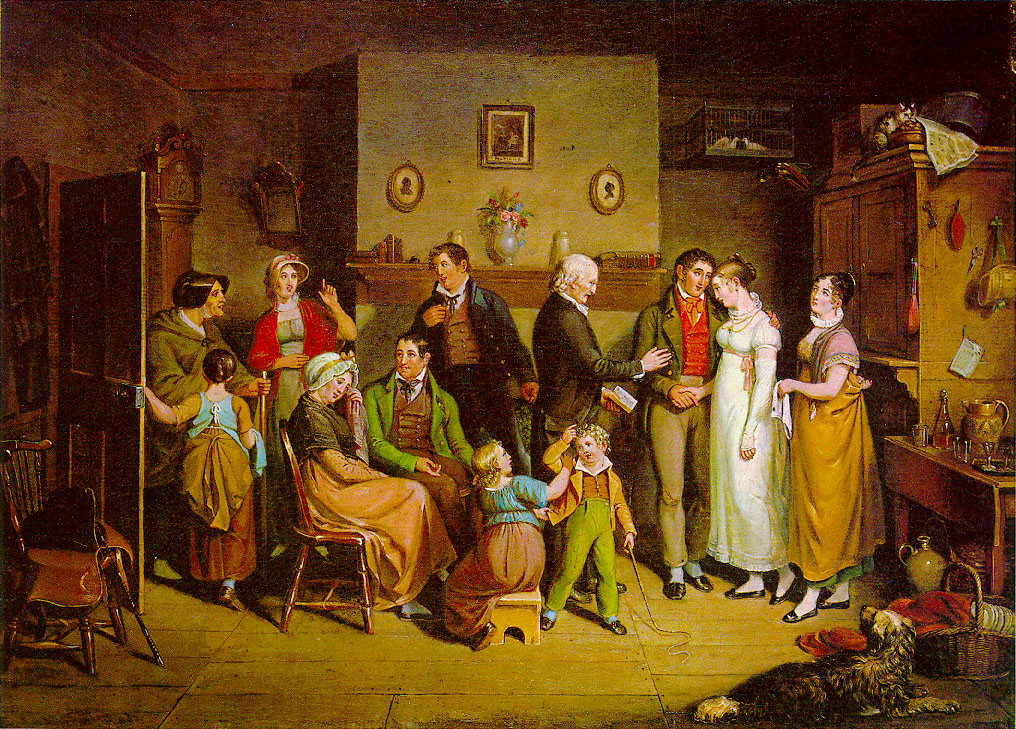
۱۸۷۱ م.
اثر واسیلی پروف